# Río Barbaña
El río Barbaña es un curso de agua del noroeste de la península ibérica, afluente del Miño por la izquierda. Discurre por la provincia española de Orense.

## Descripción
Discurre por la provincia de Orense. El curso del río termina desembocando en la margen izquierda del Miño a la altura de la ciudad de Orense. Aparece descrito en el decimosexto volumen del Diccionario geográfico-estadístico-histórico de España y sus posesiones de Ultramar de Pascual Madoz de la siguiente manera:

BARBAÑA: r. en la prov. de Orense, en el part. de su nombre, tiene origen de 2 ramales ó arroyuelos denominado el uno Manzanares procedente del pico de Taboadela, en el camino de Allariz; y el otro, que trayendo el nombre que conserva, procede del térm. de la felig. de San Victoriano de la Mezquita. Estas aguas que llegan á reunirse junto al almacen de la polvora de Orense, siguen su curso hasta el Miño, que las recibe por su márg. izq. mas abajo del puente mayor: le cruzan el Codesal, inmediato al citado almacen de la pólvora; este puente de 64 paso de long. es de 2 arcos, su elevacion por donde mas es de 5 varas y se encuentra bien conservado no obstante que los antepechos necesitan reparacion; el puente de los Pelamios próximo á las Burgas, es de silleria, con 1 arco y su elevacion es de 10 varas, y el pavimiento de 44 pasos con 5 de ancho; finalmente el puente Pedriñan, que da paso al ant. camino de Ribadavia, es de un solo arco y medianamente conservado: en todo su curso y con especialidad se pescan truchas, anguilas y peces menores, y da impulso á varios molinos harineros.
(Madoz, 1846, p. 381)

Perteneciente a la cuenca hidrográfica del Miño, sus aguas acaban vertidas en el océano Atlántico.